# Spyro: Season of Ice
Spyro: Season of Ice é um jogo de plataforma de 2001 desenvolvido pela Digital Eclipse e publicado pela Universal Interactive Studios para o Game Boy Advance. Ele atua como uma sequência alternativa aos três primeiros jogos, juntamente com Spyro 2: Season of Flame e Spyro: Attack of the Rhynocs.

## Jogabilidade
O objetivo do jogo é libertar fadas de suas prisões de gelo e progredir de reino para reino antes de derrotar Grendor. Spyro começa no Autumn Fairy Home, um dos quatro reinos sazonais de fadas no jogo. Em cada reino, joias podem ser coletadas, criaturas como ovelhas podem ser destruídas para curar borboletas (e algumas para conceder vidas extras), objetos especiais (como abóboras) podem ser acesos, cestas podem ser quebradas para mais joias e Bianca e Hunter em vários pontos podem dar dicas. Spyro nunca pode morrer nos reinos sazonais, com a força mágica das fadas protegendo-o de se afogar na água e nenhum inimigo presente. Os reinos se conectam a vários lugares por meio de portais. Para acessá-los, várias fadas devem ser obtidas, indicadas ao lado do nome do nível.
Alguns dos portais levarão a níveis que são semelhantes em jogabilidade aos reinos, exceto que eles têm inimigos para destruir, território perigoso que prejudica Spyro, água na qual Spyro pode se afogar e encontros especiais. Sempre há personagens para conversar. Um ou dois personagens em um nível farão um pedido para fazer algo em troca de uma fada (geralmente se referindo a algo diferente de uma fada, como uma gema de diamante). Em alguns níveis, Spyro pode capturar ladrões, o que pode ser complicado de fazer. Quando todos os inimigos são destruídos, um portal aparece e levará Spyro de volta ao reino sazonal de onde ele veio.
Alguns dos portais levarão a uma paisagem de horizonte longo e extenso, na qual Spyro voa. O jogo pode ser jogado nos modos Normal e Difícil, mas ambos terão que ser jogados e vencidos para obter duas fadas. O objetivo desses níveis é se mover pela tela, voando através de aros, destruindo linhas de inimigos e inimigos espalhados em um limite de tempo definido. Destruir inimigos com uma cor diferente do último e passar por aros concede a Spyro tempo extra. No final do nível, Spyro deve enfrentar um ou dois chefes e destruí-los.
Alguns dos portais, Spyro não pode passar com Money Bags os guardando, mas Money Bags permitirão que Sparx entre por uma taxa. A taxa é paga apenas uma vez. Sparx entra em um nível com insetos e insetos assassinos. Destruir os ninhos desses insetos impede que eles apareçam. Chaves permitirão que Sparx acesse mais do nível. Painéis elétricos podem ser destruídos para desabilitar barreiras que protegem certos ninhos. Armas podem ser adquiridas para dar a Sparx poder de fogo limitado aumentado. Na última sala do nível, Sparx terá que enfrentar e derrotar o inseto chefe para abrir um portal de volta para Spyro e salvar uma fada.
Spyro é obrigado a derrotar Grendor duas vezes, a primeira vez para progredir após os dois primeiros reinos sazonais e a segunda vez após os outros dois reinos sazonais para vencer o jogo. Se o jogador coletar 100% de todas as gemas e fadas de todos os níveis e reinos, um novo portal se abre para jogar o jogo extra "Dragonfly X".

## Enredo
Spyro e Sparx estão de férias com Bianca e Hunter, quando Hunter entra em pânico confundindo um balão com uma ovelha em um disco voador. Spyro encontra no balão uma mensagem de Zoe pedindo ajuda a Grendor, que está sequestrando fadas. Bianca deixou seu livro de feitiços na biblioteca enquanto procurava panfletos de férias. Grendor estava navegando na biblioteca de Bianca e encontrou o livro de feitiços de Bianca. Ele tentou, esperando se tornar um mago poderoso, no entanto, ele leu de cabeça para baixo e se tornou um Rhynoc de duas cabeças com 4 dores de cabeça. Ele planejou capturar todas as fadas e usar suas asas para fazer uma cura para seu problema. Spyro e seus amigos partem para impedir que Grendor execute seus planos.
Depois que Spyro atravessa muitos níveis (incluindo um primeiro confronto com Grendor) e salva todas as fadas além da própria Zoe, ele confronta Grendor pela segunda vez e derrota novamente, resgatando Zoe. Uma vez livre, Zoe repreende levemente Grendor por causar problemas, então usa sua magia para curá-lo de sua cabeça extra e todas as suas dores de cabeça. Grendor pede desculpas por suas ações, e Spyro e seus amigos retornam para suas férias.

## Recepção
Season of Icerecebeu críticas "mistas ou médias", de acordo com o agregador de críticas Metacritic.
Nos Estados Unidos, Season of Ice vendeu 1 milhão de cópias e arrecadou US$ 29 milhões até agosto de 2006. Durante o período entre janeiro de 2000 e agosto de 2006, foi o 13º jogo mais vendido lançado para Game Boy Advance, Nintendo DS ou PlayStation Portable naquele país.

## Ligações Externas
- Spyro: Season of Ice no MobyGames